# Градище (Гросуплє)
Градище (словен. Gradišče) — поселення в общині Гросуплє, Осреднєсловенський регіон, Словенія. Висота над рівнем моря: 390 м.